# Преподобни Пард Отшелник
Преподобни Пард Отшелник је православни монах и светитељ из VI века.
Живео је у Палестини у VI веку. У младости је био рабаџија. Када је нехотице коњима згазио дечака, повукао се на гору Арион и почео да живи у пустињи подвижничким животом. Тамо је примио монаштво и живео у непркидној молитви и покајању.
У православном монаштву представља образац покајничког живота - отшелништва, због чега је и запамћен као Пард Отшелник.
Православна црква прославља преподобног Парда 15. децембра по јулијанском календару.